# قسم جارو الريفي (مقاطعة اشتهارد)
قسم جارو الريفي (بالإنجليزية: Jaru Rural District)‏ هي منطقة سكنية تقع في ألبرز في إيران. يقدر عدد سكانها بـ 1,121 نسمة .